# Sala de Hijosdalgo
La Sala de Hijosdalgo era la Corte Judicial Suprema del Reino de Castilla en materia de pleitos de Hidalguía.
La Sala de Hijosdalgo de la Real Audiencia y Chancillería de Valladolid fue creada por Enrique II de Castilla en el año 1371. Isabel la Católica divide en 1494 dicha audiencia en dos: la Audiencia de Valladolid, con competencia al norte del río Tajo, y la de Ciudad Real, con competencia al sur del mismo río. En 1500 se decidió trasladar esta última a Granada, lo que se verificó en 1505. La Sala de Hijosdalgo de la Real Chancillería de Granada ya juzgaba casos de Nobleza en el año 1409. La Sala de Hijosdalgo dejó de operar en el año 1836, con la abolición de la separación de Estados.
El presidente de la Sala recibía el título de alcalde mayor de Hijosdalgo y era un juez togado. No se debe confundir a este alcalde mayor de Hijosdalgo con el ordinario que se nombraba cada año por el estado de hijosdalgo en los pueblos en que los oficios concejiles se dividían entre nobles e individuos del estado llano.
Las Chancillerías de Valladolid y Granada disponían cada una de una Sala de Hijosdalgo, en la cual se conocía de los pleitos de hidalguía y de los agravios que se hacían a los hidalgos en lo tocante a sus exenciones y privilegios. 
El Archivo de la Real Chancillería de Valladolid constituye uno de los fondos documentales más importantes de la Europa Medieval. En ellos se preservan más de 20 kilómetros de documentación. Sus orígenes se remontan a las ordenanzas de Medina del Campo de 1489 por las que los Reyes Católicos, además de reorganizar el tribunal de la Real Audiencia y Chancillería, crearon su archivo.